# Independentisme llombard

Bandera de la Lliga Llombarda, e del poble llombard independent

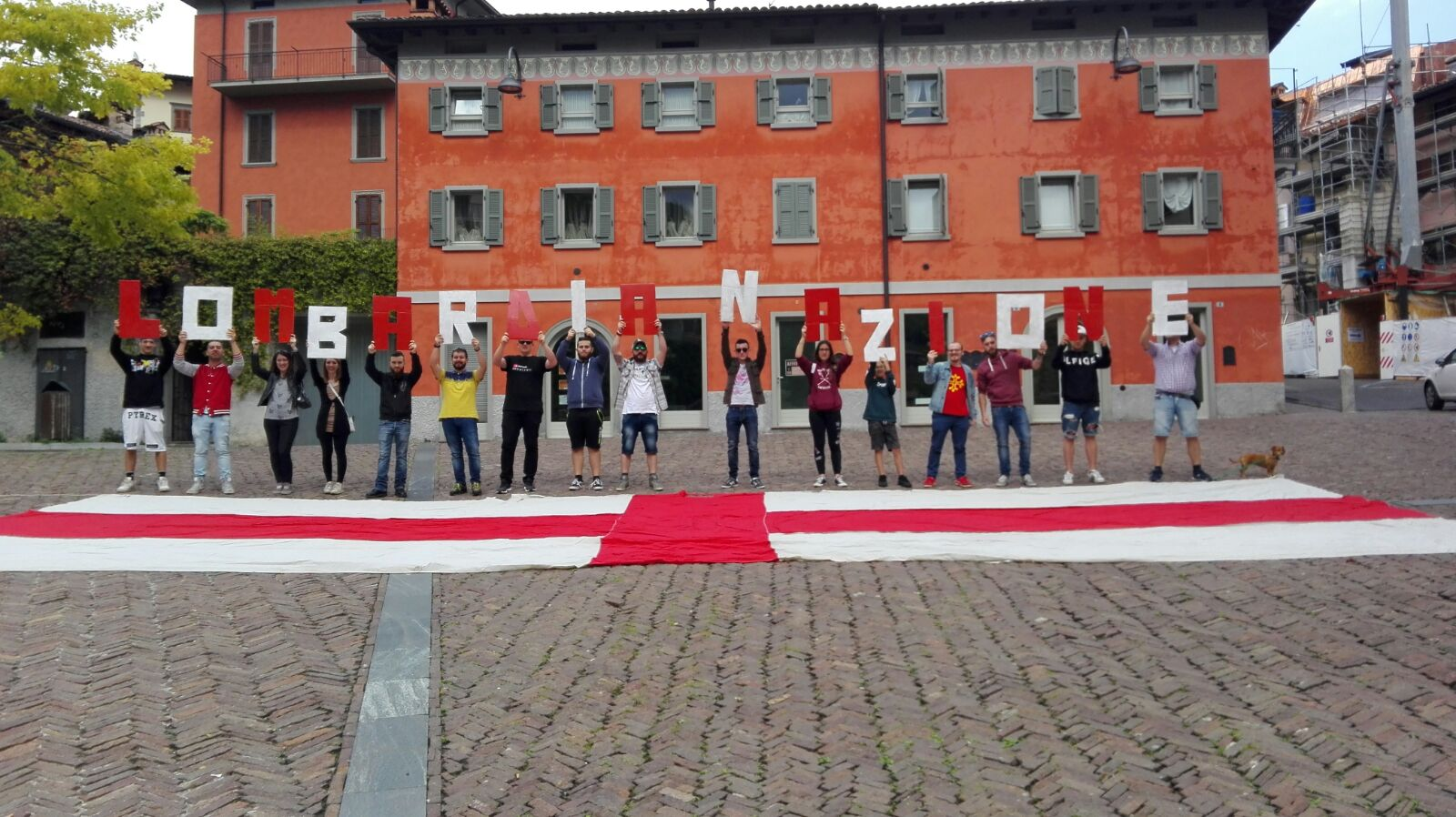
Manifestació independentista

L'independentisme llombard és el corrent polític que propugna la independència de la Llombardia, entesa sia com a Regió italiana sia com nació lingüística i la creació de un Estat Sobirà. Hi ha sia un corrent nacionalista, que propugna la unitat de Llombardia com nació sia una corrent econòmica, que propugna la independència per motius econòmics. Els principals moviment independentistes són Pro Lombardia Indipendenza i, encara formalment, la Lliga Llombarda.